# 癸酉靖難
癸酉靖難是發生在朝鮮端宗時期，朝鮮王室相殘的局面，最後由首陽大君李瑈獲得勝利，登基為王，成為朝鮮世祖。

## 經過
朝鮮端宗為朝鮮文宗的獨子，1448年立為王世孫，1449年再被立為王世子，1452年登上王位，成為朝鮮端宗。但是端宗即位一年後（1453年），叔父首陽大君李瑈就發動癸酉靖難，在当年十月十日借拜訪左議政金宗瑞之機擊殺之，并立即控制端宗；次日上朝時，整肅了大量官員，並軟禁端宗，穩固局勢。首阳大君的胞弟安平大君李瑢被流放赐死。1455年端宗被迫讓位給李瑈，隨後端宗被尊稱為太上王；而李瑈则顺利登基，成為朝鮮世祖。

## 餘波
癸酉靖難後，世祖害怕弟弟錦城大君李瑜、漢南君李𤥽等反對，先將其流放到江華島，又賜死。並嚴行軟禁端宗，許多大臣圖謀要讓端宗復位，但是遭到世祖的發現，進而殺害成三问、朴彭年、河纬地、李垲、俞应孚和柳诚源六人，這就是著名的「死六臣」。1457年，端宗貶為魯山君，同年被世祖賜死。朝鮮世祖鑒於癸酉靖難深怕後人效法，於是加強王權，避免後代子孫遭遇同樣的經過。

## 影響
和首陽大君共同發動癸酉靖難的韓明澮受封為上黨君，許多之前擁護端宗的大臣相繼處決。此次事件又被後代稱作「韓國版的靖難之役」。

## 靖難功臣
- 輸忠衛社協贊靖難功臣（수충위사협찬정난공신）＝靖難一等功臣（정난일등공신）
  - 首陽大君（수양대군）1417～1468
  - 鄭麟趾（정인지）1396～1478　判中樞院事（판중추원사　從一品相当）
  - 韓確（한확）1403～1456　左贊成（좌찬성　從一品相当）
  - 朴從愚（박종우）？～1464　雲城尉（운성위　二品以上相当）
  - 金孝誠（김효성）？～1454　判中樞院事（판중추원사　從一品相当）
  - 李思哲（이사철）1405～1456　右參贊（우참찬　正二品相当）
  - 李季甸（이계전）1403～1459　兵曹參判（병조참판　從二品相当）
  - 朴仲孫（박중손）1412～1466　都承旨（도승지　正三品堂上相当）
  - 崔恒（최항）1409～1474　左副承旨（좌부승지　正三品堂上相当）
  - 洪達孫（홍달손）1415～1472　僉知中樞院事（첨지중추원사　正三品堂上相当）
  - 權擥（권람）1416～1465　集賢殿校理（집현전 교리　正五品相当）
  - 韓明澮（한명회）1415～1487　行敬徳宮直（행경덕궁직）

- 輸忠協贊靖難功臣（수충협찬정난공신）＝靖難二等功臣（정난이등공신）
  - 權蹲（권준）？～？　右承旨（우승지　正三品堂上相当）
  - 申叔舟（신숙주）1417～1475　右副承旨（우부승지　正三品堂上相当）
  - 尹士昀（윤사균）1409～1461　濟用監正（제용감정）正三品堂下
  - 楊汀（양정）？～1466　護軍（호군　正四品相当）
  - 柳洙（유수）1415～1481　護軍（호군　正四品相当）
  - 柳河（유하）1415～1474　護軍（호군　正四品相当）
  - 奉石柱（봉석주）1418～1465　行護軍（행호군）
  - 洪允成（홍윤성）1425～1475　注簿（주부　從六品相当）
  - 郭連城（곽연성）？～1464　副司直（부사직　從五品相当）
  - 嚴自治（엄자치）？～？　行同判内侍府事（행 동판내시부사）
  - 田畇（전균）1409～1470　行同僉内侍府事（행 동첨내시부사）

- 輸忠靖難功臣（수충정난공신）＝靖難三等功臣（정난삼등공신）
  - 李興商（이흥상）？～1465　上護軍（상호군　正三品堂下相当）
  - 李禮長（이예장）1406～1456　上護軍（상호군　正三品堂下相当）
  - 成三問（성삼문）1418～1456　集賢殿直提学（집현전 직제학　從三品相当）
  - 金處義（김처의）？～1465　行司直（행 사직）
  - 權偃（권언）？～1467　兼軍器注簿（겸군기 주부　從六品相当）
  - 薛繼祖（설계조）1418～1486　副司直（부사직　從五品相当）
  - 柳泅（유사）1423～1471　副司直（부사직　從五品相当）
  - 康袞（강곤）1411～1484　行司勇（행 사용）
  - 林自蕃（임자번）？～？　副司直（부사직　從五品相当）
  - 柳子晃（유자황）？～1467　注書（주서　正七品相当）
  - 權擎（권경）1429～1482　司正（사정　正七品相当）
  - 宋益孫（송익손）？～1482　承仕郎（승사랑　從八品相当）
  - 洪順孫（홍순손）　生没年不詳　司勇（사용　正九品相当）
  - 崔潤（최윤）　生没年不詳　司勇（사용　正九品相当）
  - 柳漵（유서）1409～1485　学生（학생）
  - 安慶孫（안경손）1416～1479　　副司直（부사직　從五品相当）
  - 韓明晉（한명진）？～1454　進士（진사）
  - 韓瑞龜（한서구）？～？　進義副尉（진의 부의）
  - 李夢哥（이몽가）1405～1487　隊副（대부）
  - 洪純老（홍순로）1416～1474　司直（사직　正五品相当）

## 相關影視作品
- 《觀相大師：滅王風暴》：2013年電影，以首陽大君謀反的歷史背景拍攝的劇情片。
- 《淘氣鬼偵探 (第二季)》：2018年網路劇，宮殿哀史推理工房 （《雲英傳》）即描述相關歷史。